# Peter Scully
Pour les articles homonymes, voir Scully.
Peter Gerard Scully (né le 13 janvier 1963) est un violeur, pédocriminel et tortionnaire australien. En juin 2018, il a été reconnu coupable de trafic d'êtres humains et d'avoir commis cinq viols, et condamné à l'emprisonnement à perpétuité.
Il est toujours en cours de jugement pour de nombreux autres crimes contre des enfants, notamment la production et la diffusion de pédopornographie, de torture et de meurtres d'enfants.

## Contexte
Scully a vécu en 2011 dans la banlieue de Narre Warren à Melbourne, Victoria, en Australie, avec sa femme et ses deux enfants, avant de s’enfuir à Manille, aux Philippines, puis d’être mis en accusation pour son implication dans un projet immobilier coûtant plus de 2,68 millions de dollars aux investisseurs.
Avant de quitter Victoria, il exploitait un site Web de prostitution sans licence, qui proposait des services d'escorts réalisés par sa petite amie malaisienne. La Commission australienne des valeurs mobilières et des investissements l'a trouvé impliqué dans 117 fraudes et tromperies relatives à des escroqueries immobilières, après une enquête ouverte en 2009.
Depuis l'île de Mindanao, il est accusé d'avoir mis en place un réseau international de pédophilie, offrant la possibilité d'acheter des vidéos à la carte montrant des enfants torturés et sexuellement maltraités sur le dark web. Parmi les victimes, il y a un bébé de 18 mois qui a été suspendu la tête en bas, pendant que Scully et deux de ses complices le violaient et le torturaient.
Scully avait fait des promesses aux parents du bébé, leur affirmant lui offrir un travail et des études. Pour attirer des enfants, ses deux amies philippines, Carme Ann Alvarez et Liezyl Margallo tiennent des discours similaires à des parents, de même que d'autres connaissances féminines telles que Maria Dorothea Chi y Chia. Alvarez et Margallo ont également torturé des enfants dans les vidéos de Scully.
En 2016, les procureurs de Cagayan de Oro affirment que Scully et une complice ont persuadé deux jeunes adolescentes de venir chez Scully avec la promesse de leur procurer de la nourriture. Scully est accusé d'avoir donné de l'alcool aux deux adolescentes et de les avoir obligées à se livrer à des actes sexuels, qu'il a photographiés et filmés. Le procureur a affirmé que lorsque les filles ont tenté de s'échapper, Scully les a forcées à creuser des tombes dans le sous-sol de la maison, et a menacé de les y enterrer. Après cinq jours, les filles ont été libérées par une complice de Scully, qui a commencé à éprouver des remords après être rentrée à la maison, découvrant les deux adolescentes avec des colliers pour chien autour du cou. Elle a ensuite raconté ce qu'il s'est passé.

### Daisy's Destruction
Le crime le plus connu de Scully s'intitule Daisy's Destruction, une vidéo qu'il vend à ses clients jusqu'à 10 000 dollars. Réalisé en 2012, le film en plusieurs parties est si violent que les internautes pensaient qu'il s'agissait d'une légende urbaine. On y voit la torture et le viol brutal de plusieurs enfants par Scully et ses complices des Philippines ; les trois principales victimes étaient Liza (12 ans), Cindy (11 ans) et un bébé, Daisy (1 an et demi).
Sous l'impulsion de Scully, les violences physiques les plus graves sont perpétrées sur les enfants par l'une de ses petites amies, Liezyl Margallo, alors âgée de 19 ans, qui avait été prostituée dans son enfance. En fait, il semblerait que cette femme ait été la seule personne à torturer et violer Daisy : l’introduction du film invite le spectateur à regarder la « ruine mentale » de Daisy alors qu’elle « apprend à faire plaisir à sa maîtresse »
Scully a produit Daisy's Destruction avec sa société No Limits Fun et l'a vendue à d'autres personnes sur le dark web. Parmi ceux qui en ont fait l’acquisition figure l’un des plus grands fournisseurs de pornographie juvénile, Matthew David Graham. Arrêté à 22 ans, il a dirigé une série de sites de pornographie juvénile violente,. Graham a déclaré avoir obtenu la vidéo afin de pouvoir l'utiliser pour attirer davantage de téléspectateurs sur son réseau de sites Web.
D'ailleurs, un extrait de dix minutes aurait été posté sur 4chan puis retrouvé, par un autre utilisateur du même site, dans un fichier vidéo qui n'a rien à voir avec l'extrait. L'extrait aurait été hébergé sur MediaFire et téléchargé des milliers de fois jusqu'à la suppression du lien par MediaFire.

## Arrestation et jugement
Après Daisy's Destruction, une chasse à l'homme a été lancée. Scully a finalement été suivi à Malaybalay, aux Philippines, et arrêté le 20 février 2015. Les enquêteurs avaient six mandats d'arrêt, tous liés à l'enlèvement et à l'abus sexuel des deux jeunes filles. Alors qu'ils recherchaient Scully aux Philippines, les enquêteurs ont réussi à retrouver les trois principales victimes de Daisy's Destruction. Ils ont découvert que Liza était en vie, tout comme Daisy, bien qu'elle ait de nombreuses séquelles physiques. Cindy, 11 ans, aurait été assassinée, apparemment par Scully. Avant d'être étranglée à mort avec une corde, la jeune fille a été violée et torturée et a été contrainte de creuser sa propre tombe. Selon Liezyl Margallo, Scully s'est filmé en train de tuer Cindy.
Scully fait face à 75 chefs d'accusation. Il a été jugé avec d'autres personnes ayant participé à la production de sa pornographie, dont quatre hommes. L'Allemand Christian Rouche, les Philippins Alexander Lao et Althea Chia, et un médecin brésilien, Haniel Caetano de Oliveira,,.
En octobre 2015, un incendie a gravement endommagé la salle des preuves contenant les disques durs de l'ordinateur et les vidéos de Scully, détruisant de nombreuses preuves. Margaret Akullo, alors coordonnatrice de projet à l'Office des Nations unies contre la drogue et le crime et experte en enquêtes sur des enfants maltraités, considère qu'il s'agit de la pire affaire criminelle qu'elle ait jamais entendue.